# Festival di San Sebastián 1976
La 24ª edizione del Festival internazionale del cinema di San Sebastián si è svolta a San Sebastián dall'11 al 22 settembre 1976.

## Selezione ufficiale

### Concorso
- Ansichten eines Clowns, regia di Vojtěch Jasný
- Quel rosso mattino di giugno (Sarajevski atentat), regia di Veljko Bulajić
- Caddie, regia di Donald Crombie
- Cugino, cugina (Cousin cousine) regia di Jean-Charles Tacchella
- Dedicato a una stella, regia di Luigi Cozzi
- El apando, regia di Felipe Cazals
- El desencanto, regia di Jaime Chávarri
- Febbre di donna (Fiebre), regia di Alfredo Anzola, Juan Santana e Fernando Toro
- Fighting Mad, regia di Jonathan Demme
- Gusanos de seda, regia di Francisco Rodríguez Fernández
- Balordi & Co. - Società per losche azioni capitale interamente rubato $ 1.000.000 (Harry and Walter Go to New York), regia di Mark Rydell
- L'innocente, regia di Luchino Visconti
- Libertad provisional, regia di Roberto Bodegas
- Na samotě u lesa, regia di Jiří Menzel
- Retrato de familia, regia di Antonio Giménez-Rico
- Skazany, regia di Andrezj Trzos-Rastawiecki
- Sola, regia di Raúl de la Torre
- Anche gli zingari vanno in cielo (Tabor uchodit v nebo), regia di Emil Vladimirovici Loteanu
- Talpuk alatt fütyül a szél, regia di György Szomjas
- Il presagio (The Omen), regia di Richard Donner
- I giorni impuri dello straniero (The Sailor Who Fell from Grace with the Sea), regia di Lewis John Carlino
- Una femmina infedele (Une femme fidèle), regia di Roger Vadim

### Fuori concorso
- L'immagine allo specchio (Ansikte mot ansikte), regia di Ingmar Bergman
- Hollywood... Hollywood (That's Entertainment, Part II), regia di Gene Kelly

## Premi
- Concha de Oro: Anche gli zingari vanno in cielo (Tabor ujodit v niebo), regia di Emil Loteanu
- Concha de Plata alla migliore attrice: Helen Morse, per Caddie
- Concha de Plata al miglior attore: Zdzisław Kozień, per Skazany